# Pessimisme

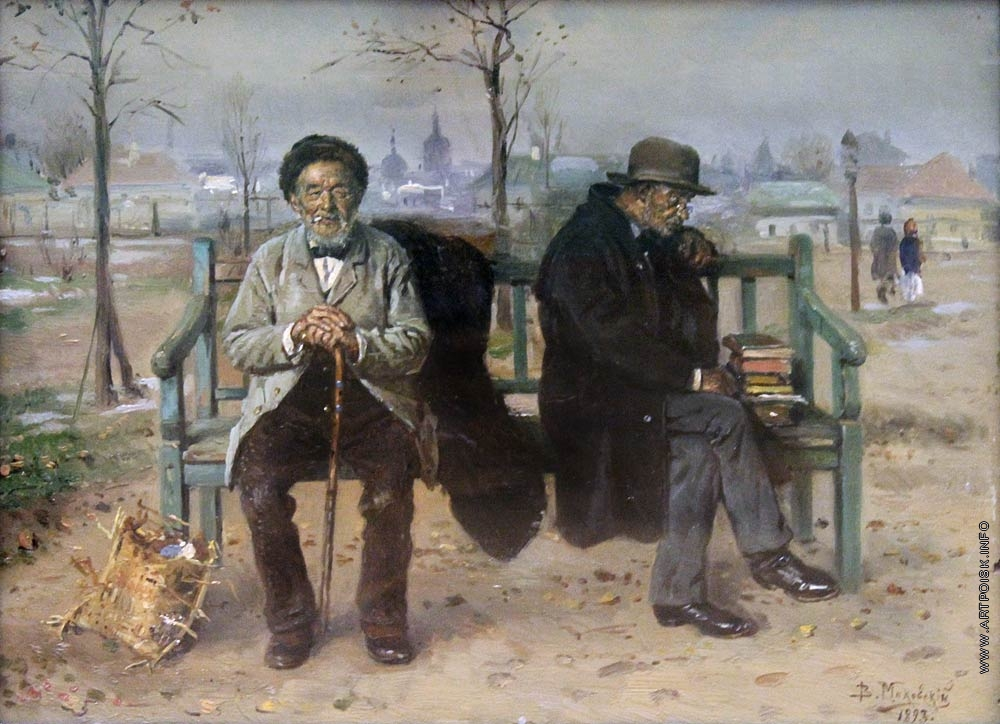
Optimiste et Pessimiste,
Tableau de Vladimir Makovski (1893).

Le pessimisme (du mot latin pessimus, superlatif de malus signifiant « mauvais ») est un état d'esprit dans lequel un individu perçoit négativement la vie. Il s'agit d'une attitude mentale qui consiste à anticiper un résultat indésirable et négatif pour toute situation donnée. Les personnes pessimistes ont donc tendance à se concentrer sur les aspects négatifs de la vie en général.
En philosophie, le pessimisme est un courant de pensée fondé sur des principes non pas psychologiques, mais ontologiques ou métaphysiques. Pour le pessimisme philosophique, le néant est préférable à l'existence car, dans le monde, la souffrance prédomine nécessairement sur la jouissance.

## Définition

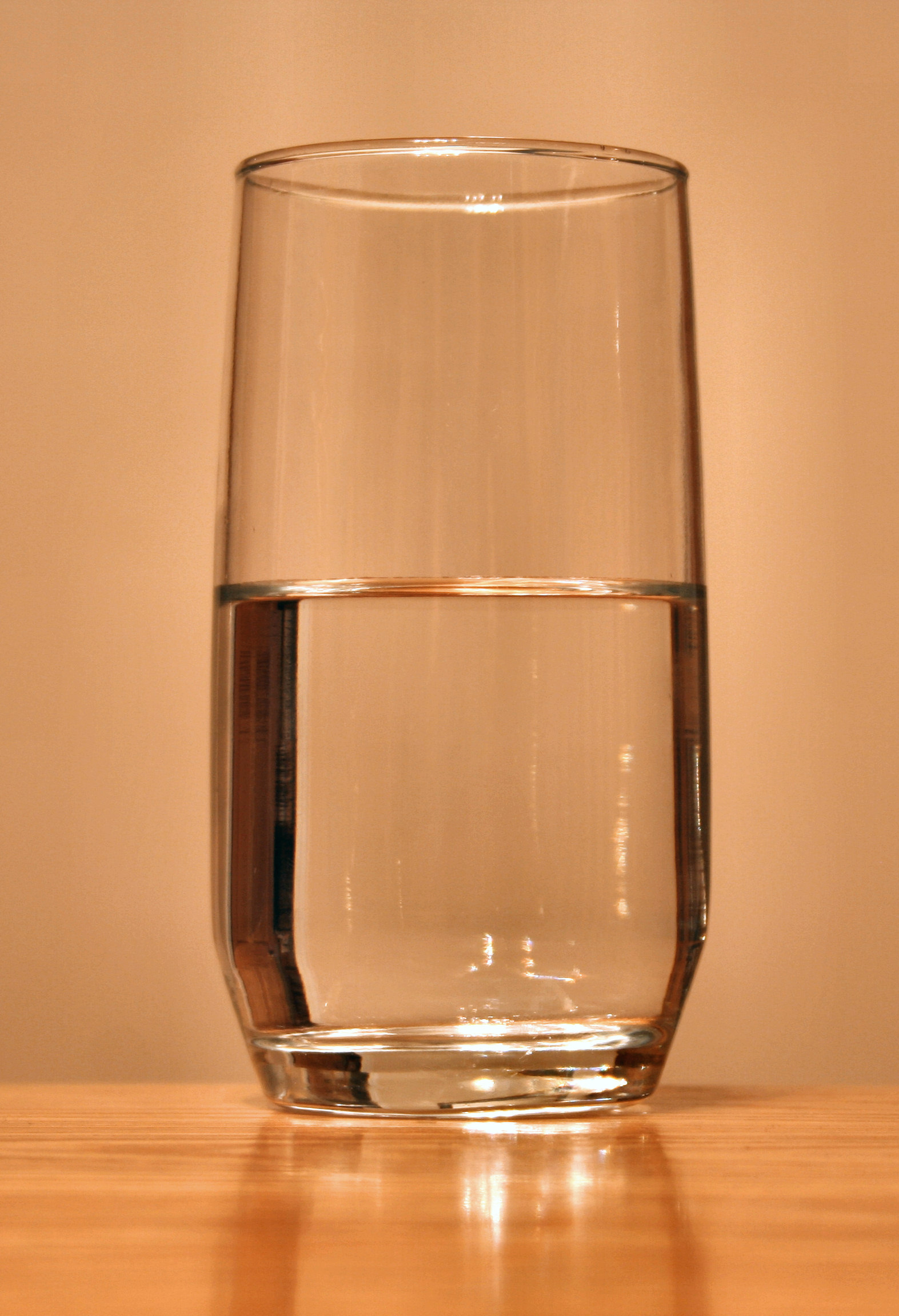
Dans la question « Le verre est-il à moitié vide ou à moitié plein ? », l'approche pessimiste serait de choisir à moitié vide, alors que l'approche optimiste serait à moitié plein

Selon le dictionnaire Larousse, le terme pessimisme est défini comme une doctrine « qui soutient soit que tout est mal, soit que la somme des maux l'emporte sur celle des biens », mais ce site indique également que le pessimiste est une personne qui a tendance à considérer ou entrevoir une suite fâcheuse à tout événement, toute situation et qui en attend donc le pire.
Le CNRTL, présente deux définitions pour ce mot. Tout d'abord, une définition d'ordre général en tant que « disposition d'esprit qui consiste à ne voir que le mauvais côté des choses […] », puis d'une définition plus philosophique, en indiquant qu'il s'agit d'une « doctrine selon laquelle dans le monde le mal l'emporte sur le bien, la souffrance sur le plaisir. ».

## Étymologie
Selon le site du CNRTL et le Littré, ce mot a été créé comme contraire (ou antonyme) du terme défini : « optimisme ». Il est basé sur le terme latin « pessimus », superlatif du mot malus signifiant « mauvais ».

## Psychologie

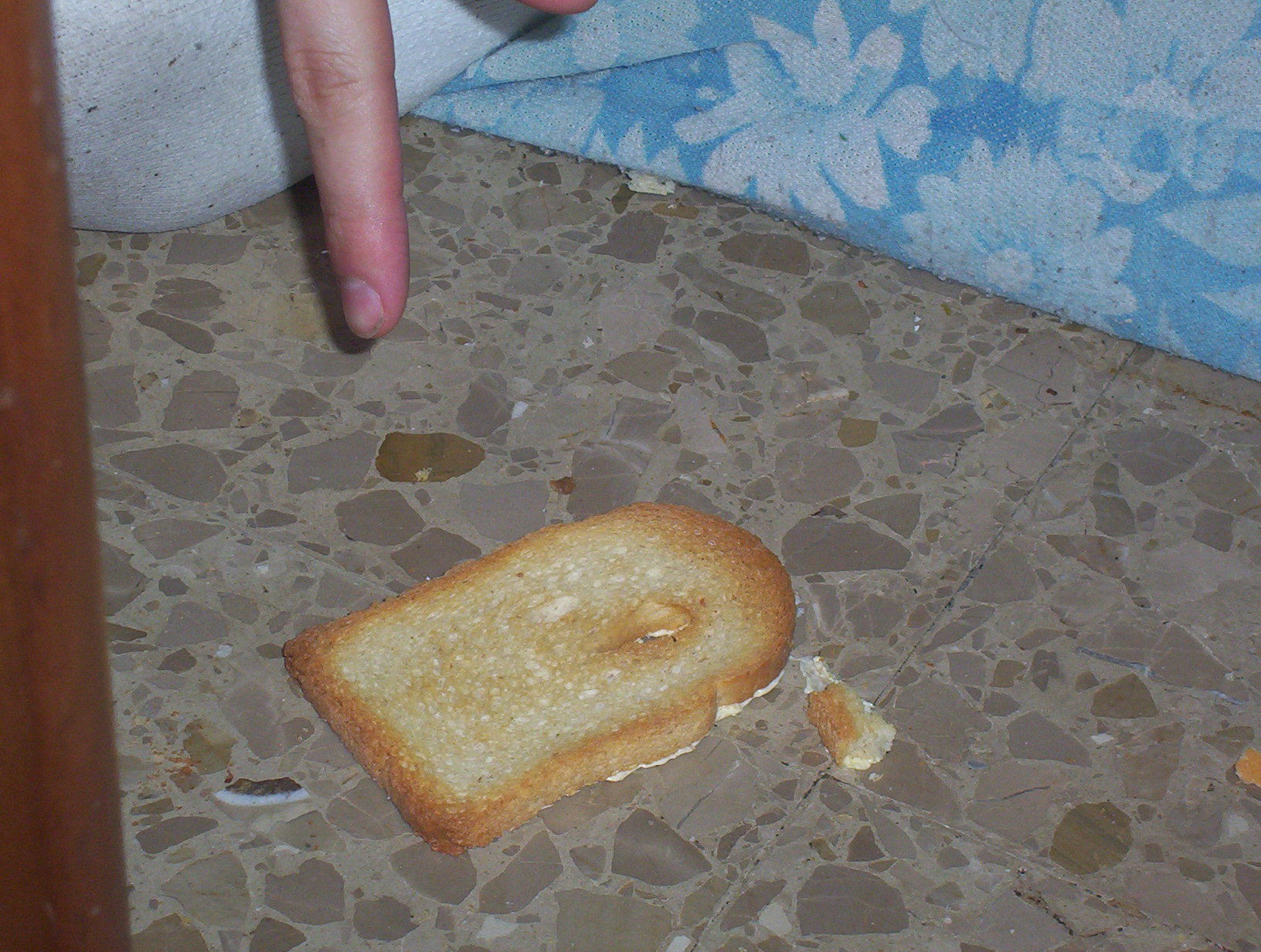
Loi de Murphy

L'étude du pessimisme possède une connexion avec la dépression. Les psychologues lient les attitudes pessimistes à la souffrance émotionnelle ou même biologique. Aaron Beck explique que la dépression est consécutive à des perceptions négatives parfois surréalistes du monde. Beck tente d'engager une conversation avec ses patients concernant leurs « pensées négatives ».

### Idées noires et pessimisme
Si le sentiment de tristesse est souvent un des principaux signes dominant de personne dépressive, il s'agit dès lors d'une mêlée d’anxiété et d’angoisse qui entraîne souvent un pessimisme exacerbé. Le dépressif ne cessant de ressasser les raisons de son malheur ou des malheurs d'autrui ou du monde, celles-ci étant souvent décrites ou dénommées sous l'appellation métaphorique d'« idées noires ».

## Philosophie
En philosophie, le terme a une portée plus profonde que dans le langage courant, notamment depuis qu'il a été théorisé par Schopenhauer. Selon Christophe Bouriau : « Par pessimisme radical, il faut entendre non pas une simple disposition à voir les choses en noir ou sous leur mauvais côté, mais une vision négative du monde ontologiquement fondée, interprétant le mal (la souffrance et l'injustice) comme la suite nécessaire de l'essence et de la racine du monde (le vouloir) ». De manière paradoxale, le pessimisme théorique peut parfaitement s'allier avec un optimisme pratique qui nous enjoint de profiter du moment présent et d'être de bonne humeur comme Schopenhauer l'a fait dans son recueil Parerga et Paralipomena.

### Philosophes pessimistes notables

Arthur Schopenhauer

- Hégésias de Cyrène (~-300) « La mort volontaire est « la forme suprême du détachement » »[6]
- François de La Rochefoucauld (1613-1680)
- Sébastien-Roch Nicolas de Chamfort (1740-1794) « Vivre est une maladie, dont le sommeil nous soulage toutes les seize heures ; c'est un palliatif : la mort est le remède ».
- Arthur Schopenhauer (1788-1860) « La vie n'est pas faite pour que nous soyons heureux mais pour que nous ne le soyons pas ».
- Giacomo Leopardi (1798-1837)
- Philipp Mainländer (1841-1876)
- Karl Robert Eduard von Hartmann (1842-1906)
- Emil Cioran (1911-1995)
- Albert Caraco (1919-1971)

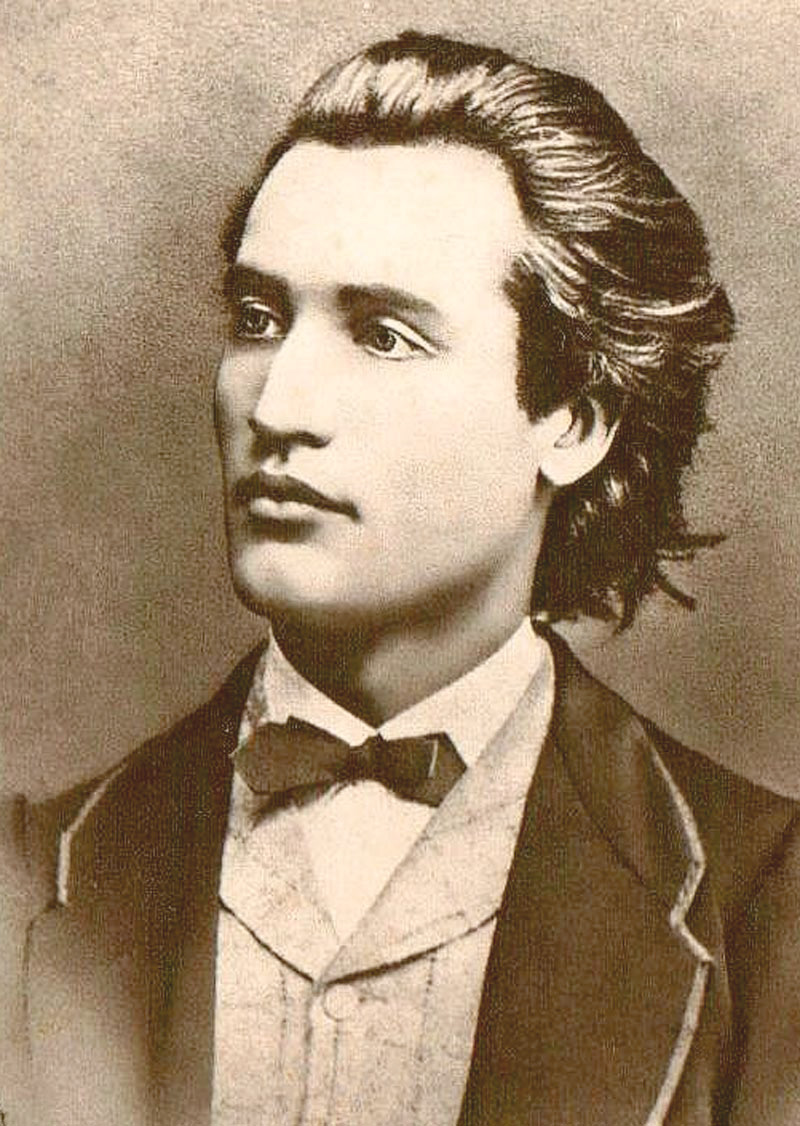
Mihai Eminescu

La célèbre phrase de l'écrivain roumain Mihai Eminescu (1850-1889), « la vie est un bien perdu pour celui qui ne l’a pas vécu comme il aurait voulu », est l'exemple même d'un ressenti pessimiste sur une vie entière ; elle fait jouer les notions de vie, de bien, de perte et volonté qui caractérisent souvent une vision pessimiste du monde ou de la société.
Friedrich Nietzsche a souvent été taxé à tort de pessimiste, bien qu'il se défendît lui-même de cette appellation. Sa conception du Surhomme et de la Volonté de puissance représentaient deux des fondements d'une doctrine optimiste — à proprement parler : rien à voir avec l'optimisme d'un Leibniz ! Friedrich Nietzsche dresse un constat pessimiste de l'état actuel de l'Humanité en général ; mais, en dépassant ce pessimisme de départ par des solutions « optimistes », on ne peut guère le comparer à la philosophie proprement théorique de Arthur Schopenhauer, par exemple.
Dans son essai, La Barbarie à visage humain (1977), Bernard-Henri Lévy réhabilite le pessimisme, entendu au sens de vigilance face au schéma totalitaire que l'optimisme inscrirait dans la pensée.

## Le pessimisme dans les arts

### Dans la littérature

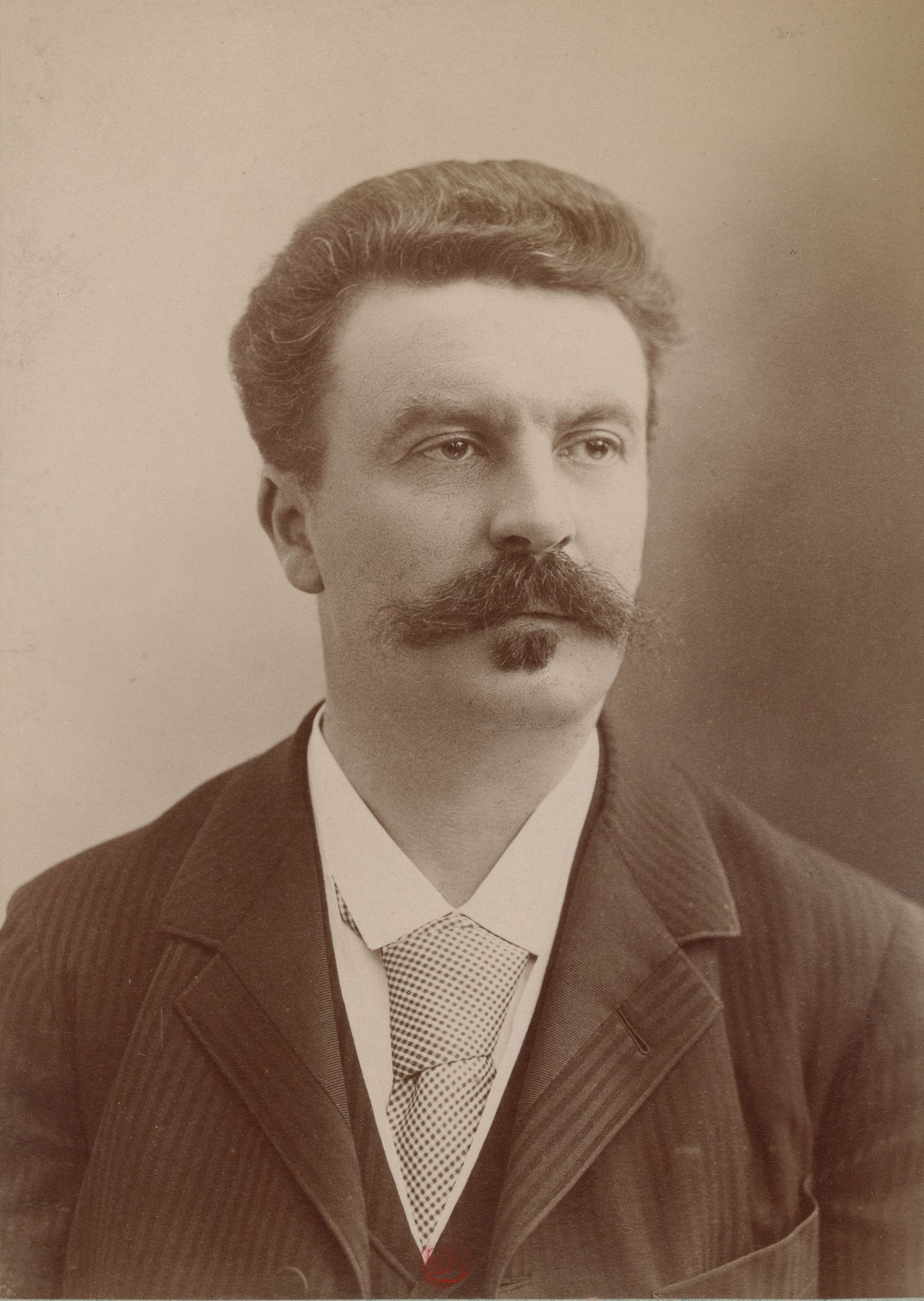
Guy de Maupassant

Paul Bourget a analysé dans ses Essais de psychologie contemporaine (1883) le pessimisme latent dans la génération de romanciers et de poètes européens de cette fin de XIXe siècle. À travers des études littéraires sur le style et la conception du monde de grands auteurs comme Flaubert ou Tourguéniev, il pense la décadence du style en France et l'idée de perte de repères en Occident.
En 1895, Antoine Albalat analyse le pessimisme de Pierre Loti dans un chapitre de son livre Le mal d'écrire et le roman contemporain. Charles Fuster avait fait de même dans ses Essais critiques en 1886.
Léon Gistucci a analysé le pessimisme dans l'œuvre de Guy de Maupassant (1909).
- Album d'un pessimiste est une œuvre de l'écrivain romantique et poète en prose français Alphonse Rabbe, publiée à titre posthume à Paris en 1835.

### Dans la bande dessinée

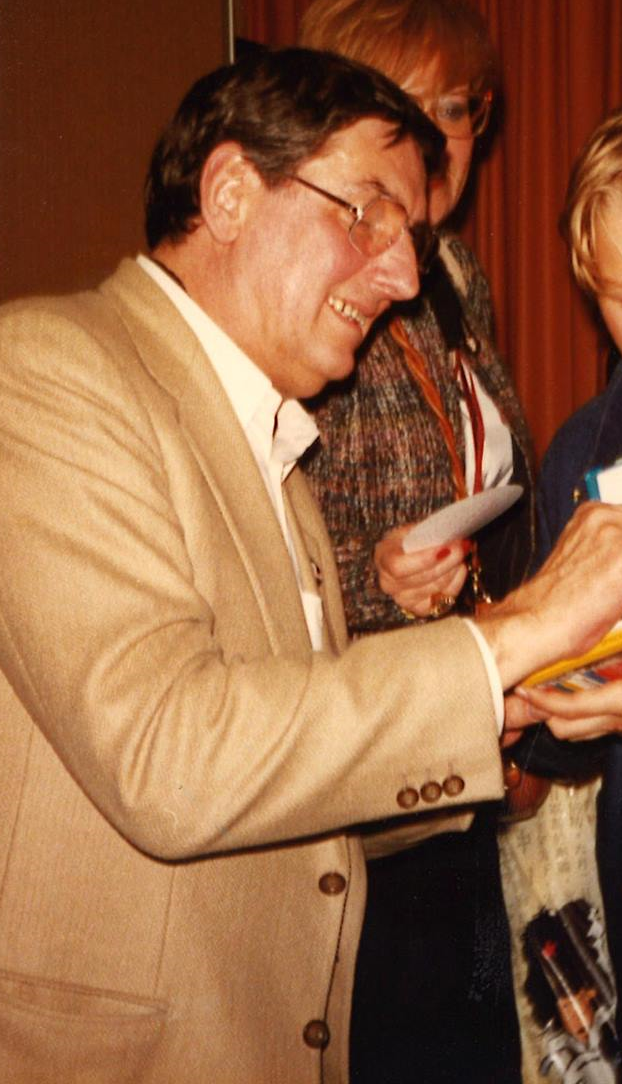
André Franquin

Le dessinateur belge André Franquin, créateur du personnage de Gaston Lagaffe, s'est fait taxer à plusieurs reprises de « pessimiste » - ce qui reste à démontrer face à un univers multipliant les gags, l'amour de la nature et une certaine revendication au droit à la paresse. Il est également l'auteur d'une série de bande dessinée titrée Idées noires (publiée en deux tomes), dans laquelle certains[Qui ?] ont pu voir une forme de pessimisme. La série est marquée par un humour noir saisissant.

### Dans la peinture
Le peintre de genre réaliste, portraitiste et collectionneur russe Vladimir Makovski est l'auteur en 1893 d'un tableau titré « Optimiste et Pessimiste » (collection du Musée russe à Saint-Pétersbourg).

### Au cinéma
- 1954 Le caneton pessimiste (titre original : Downhearted Duckling) est un court métrage d'animation de la série américaine Tom et Jerry réalisé par William Hanna et Joseph Barbera

- 1970 Dernier Domicile connu est un film franco-italien réalisé par José Giovanni, adapté du roman éponyme de Joseph Harrington paru en 1965. Le film, très pessimiste sur la réalité de la vie d'un policier, se termine par l'évocation de la célèbre citation du poète roumain Mihai Eminescu, cité dans le chapitre précédent[12].

## Citations et proverbes
- « Il faut allier le pessimisme de l'intelligence à l'optimisme de la volonté » — citation d'Antonio Gramsci (1891-1937), qui se serait inspiré de celle de Romain Rolland : « Pessimisme de l'intelligence, mais optimisme de la volonté ».
- « Optimiste et pessimiste sont également nécessaires à la société, l'optimiste invente l'avion, le pessimiste invente le parachute » (anonyme).